# Зоряний флот

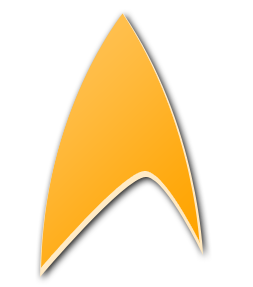
Емблема Зоряного флоту

Зоряний флот — вигадана організація з науково-фантастичного всесвіту «Зоряного шляху», яка поєднує збройні сили, науково-дослідну та дипломатичну функції.
Штаб-квартира Зоряного флоту знаходиться на планеті Земля в Сан-Франциско.

## Історія
Перші роки існування Зоряного флоту залишаються неясними, але згідно з подіями серіалу «Ентерпрайз» (епізод «Перший політ», англ. First Flight) ця організація існувала як мінімум за 18 років до створення Об'єднаної Федерації Планет.
Можливо, Зоряний флот є частиною Космічного дослідницького агентства Об'єднаної Землі (КДАОЗ). Так, в ранніх епізодах «Оригінального серіалу» йдеться про те, що зореліт «Ентерпрайз NCC-1701» знаходиться в підпорядкуванні у КДАОЗ. Лише в наступних серіях замість агентства почав згадуватися Зоряний флот.
КДАОЗ згадується також в серіалах «Ентерпрайз» і «Наступне покоління».
З моменту польоту Кокрен на варп-швидкості Земля знайшла декілька колоній у найближчих зоряних системах і проклала торгові маршрути з відомими расами (подібні до вулканців і денабуланцев). Цими питаннями займався саме Зоряний флот. Він же продовжував дослідження в області польотів з варп-швидкостями, що зробило далекі космічні подорожі доступнішими.
Саме Зоряний флот доклав зусиль для створення в 2151 першому людського варп-п'ять-зорельота «Ентерпрайз NX-01».
Під час Ромуланської війни 2156—2160 років зросла військова функція Зоряного флоту. А у війні з Зінда в 2153—2154 кораблі Зоряного флоту використовувалися Військовою командою нападу.
З утворенням Федерації в 2161 Зоряний флот перетворився на її військове і дослідницьке крило, в якому працювали і служили, в тому числі, і представники інших цивілізацій.
Розвиток варп-технологій призвів до масового будівництва космічних станцій. Протягом перших 200 років свого існування у Федерації з'явилося безліч зоряних баз і портів.

## Місія
Попри те, що Зоряний флот об'єднує в собі військові, дослідницькі та дипломатичні функції, його основною метою є мирне дослідження Всесвіту і пошук нових форм життя.

## Організаційна структура

Представники різних видів у формі Зоряного флоту («Зоряний шлях: Вояжер»)

Крім рядових службовців в Зоряному флоті служать мічмани та офіцери. Останні займаються керівною роботою.
Більшість офіцерів, які проходять службу в Зоряному флоті, пройшли чотирирічне навчання в Академії Зоряного флоту (Сан-Франциско, планета Земля).
Посади і звання в Зоряному флоті у цілому повторюють організацію сучасної армії США.
Організаційно Зоряний флот складається з декількох структур. У нього входять:
- Академія Зоряного флоту
- Технічний корпус Зоряного флоту
- Командування Зоряного флоту
- Аналітичний підрозділ Зоряного флоту
  - Секція 31
  - Тимчасові дослідження
- Медичний відділ Зоряного флоту
- Тактичний підрозділ Зоряного флоту
- Генеральний суддя-адвокат Зоряного флоту
- Головний інспектор Зоряного флоту